# Sound Blaster
Sound Blaster je označení pro rodinu zvukových karet, které po mnoho let byly de facto standardem pro audio na IBM PC kompatibilních platformách. Výrobcem karet Sound Blaster je firma singapurského původu Creative Technology, v USA též známa jako Creative Labs.

## Historie karet Sound Blaster

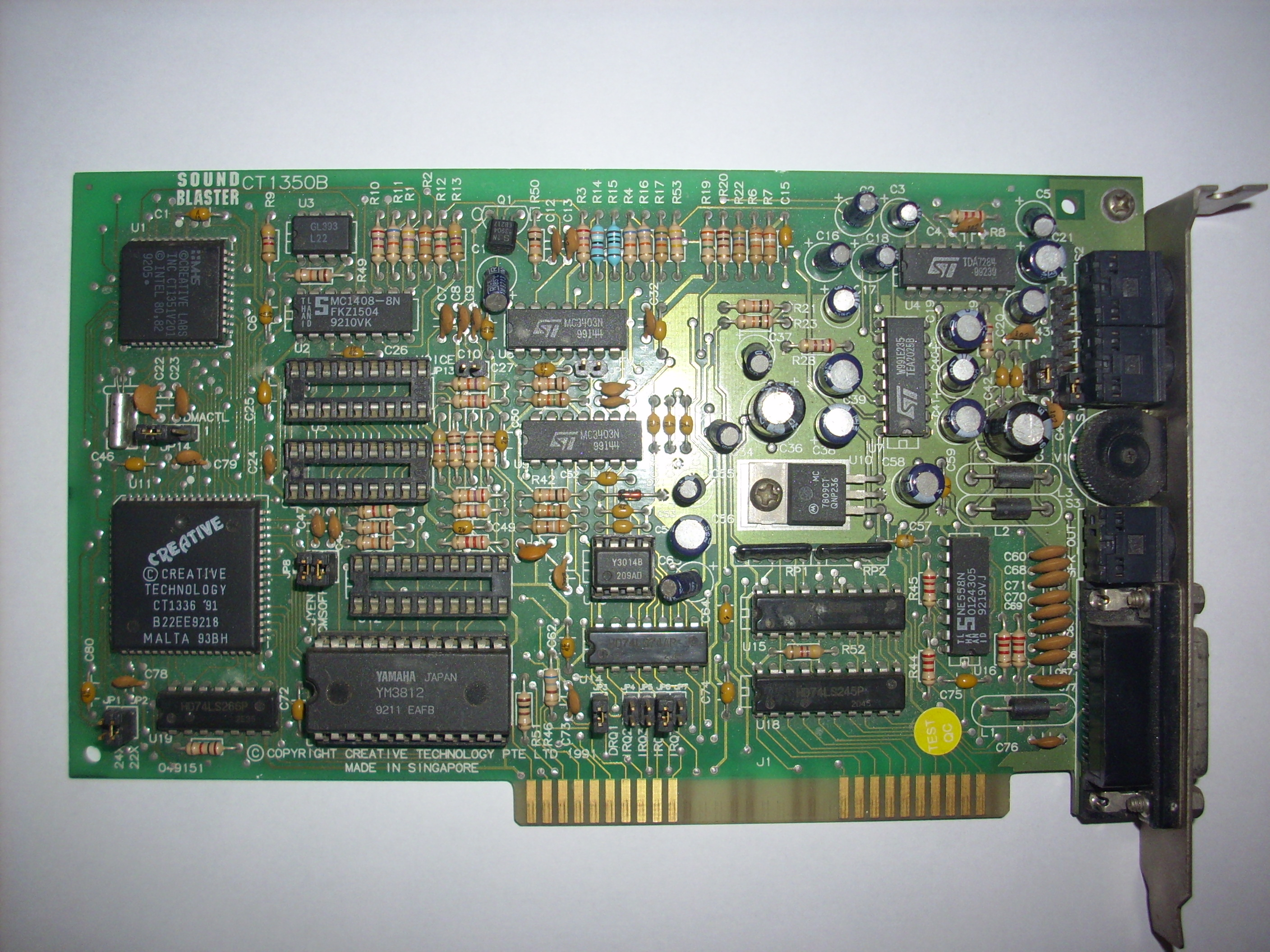
Sound Blaster 2.0 model 1350B

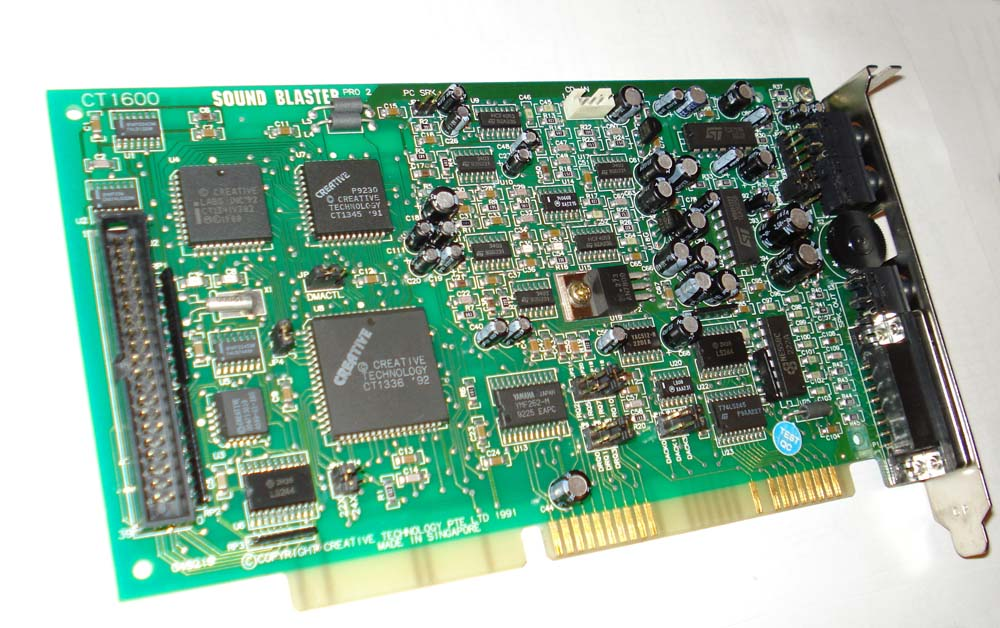
Sound Blaster PRO 2.0

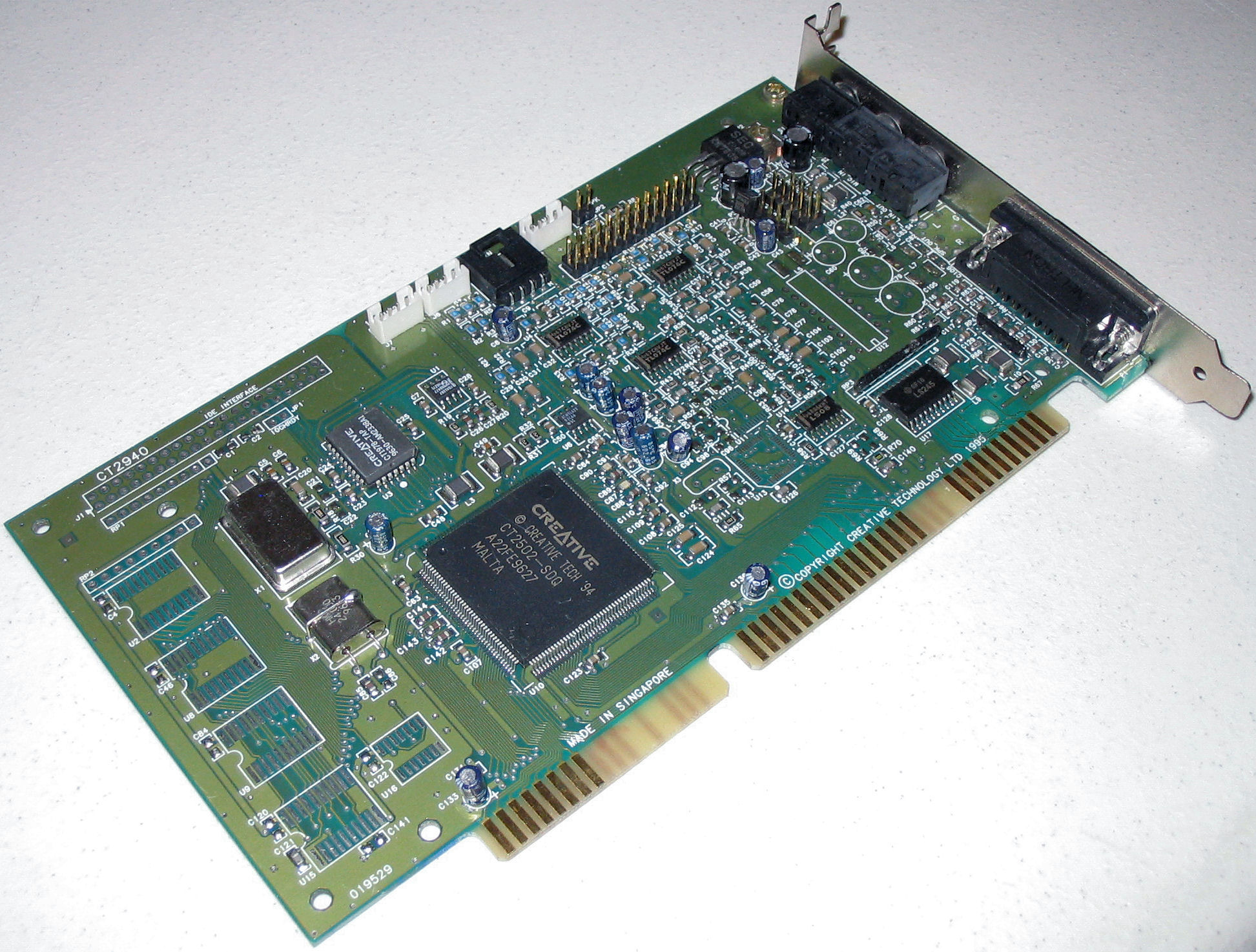
Sound Blaster 16

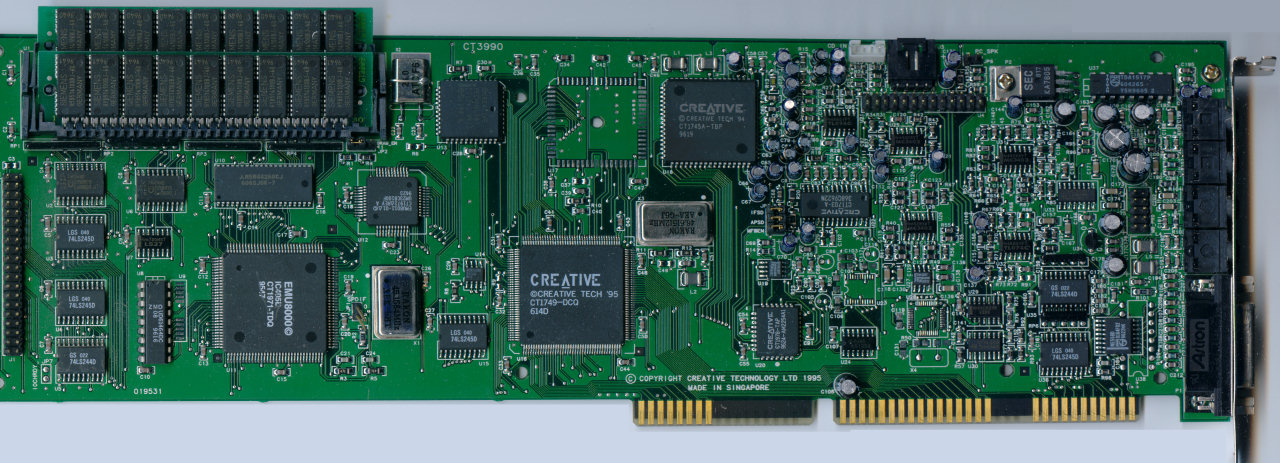
Sound Blaster AWE32

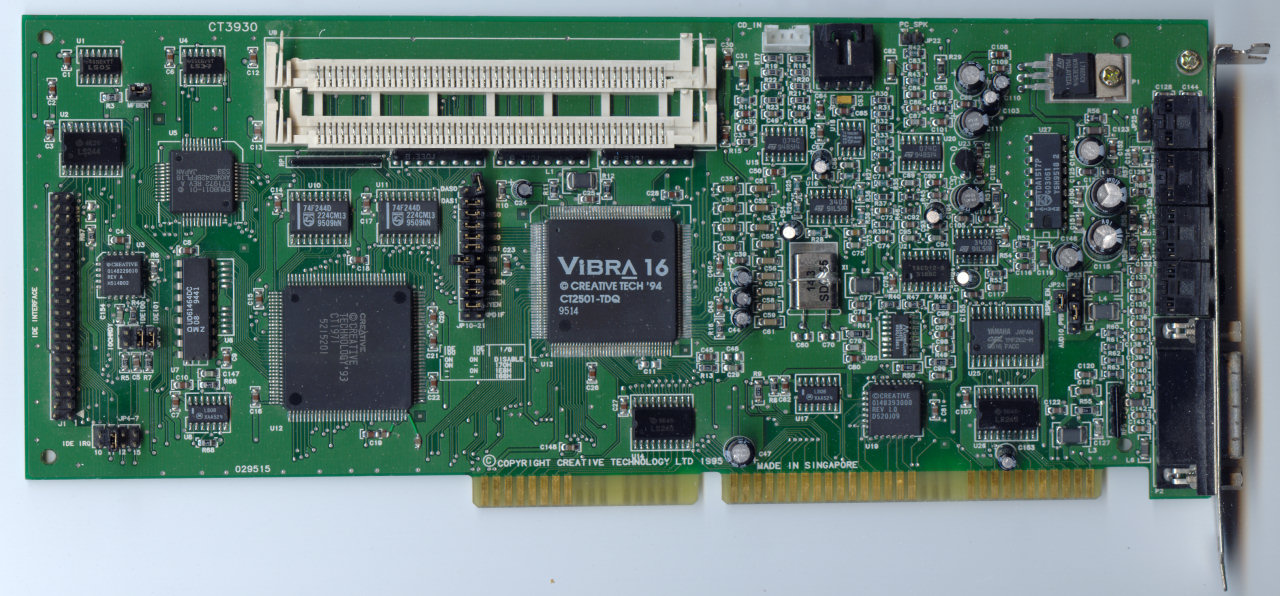
Sound Blaster 32 IDE

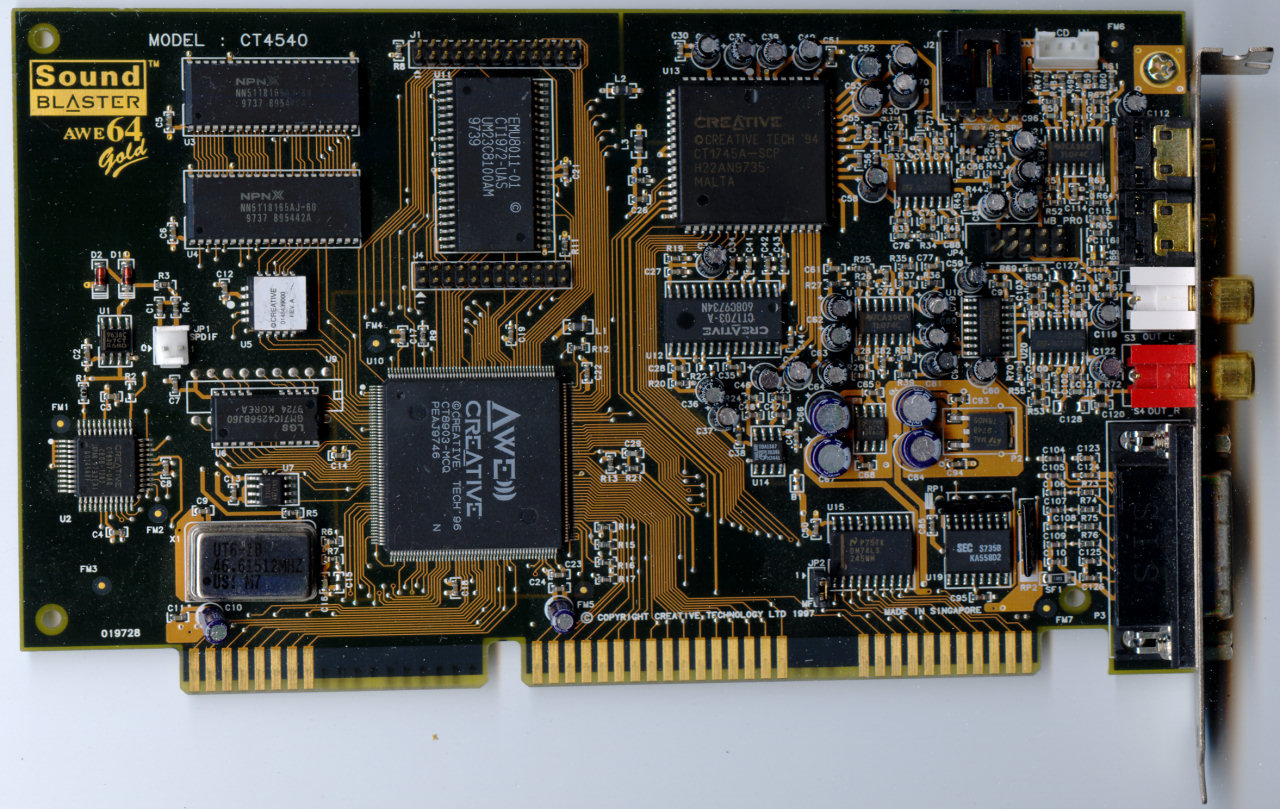
Sound Blaster AWE64

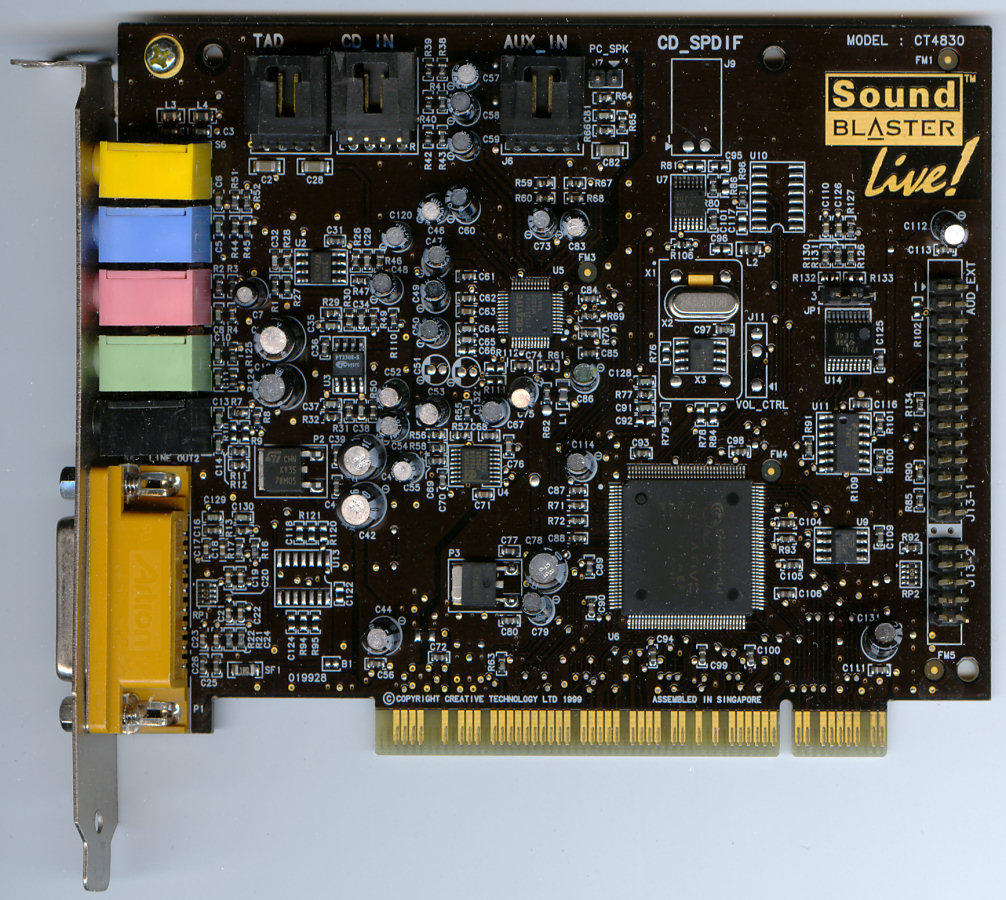
Sound Blaster Live! Value

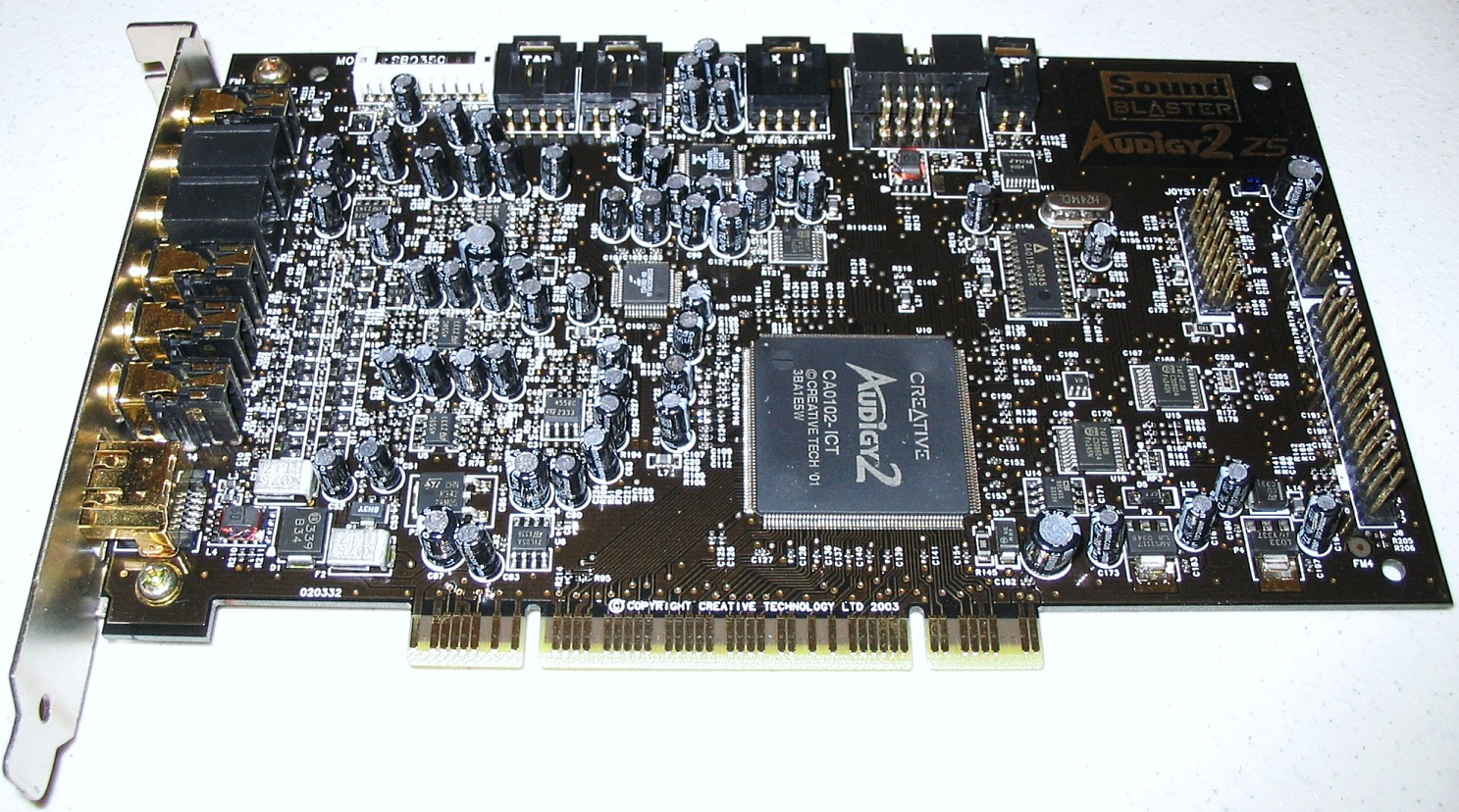
Sound Blaster Audigy 2 ZS

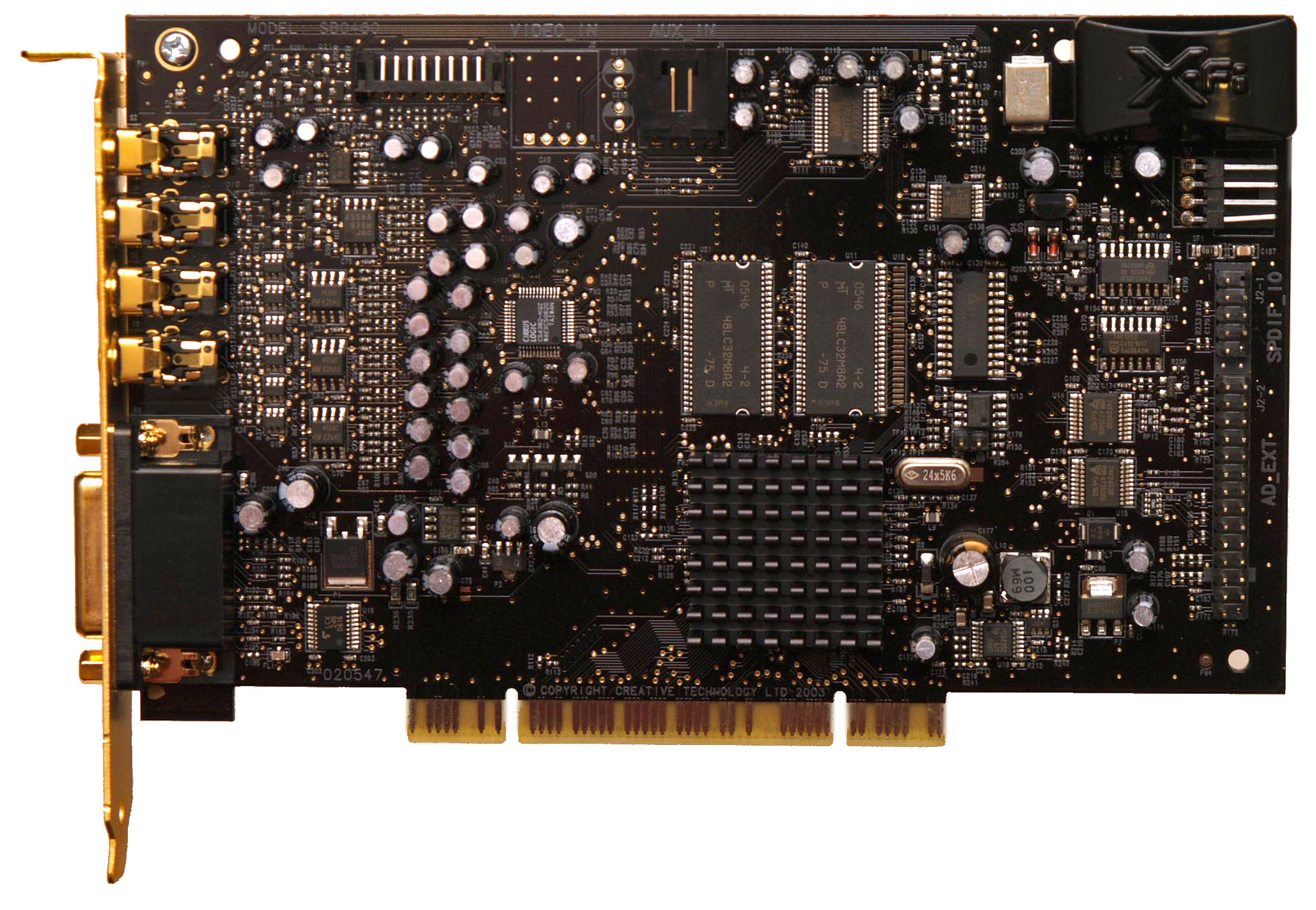
Sound Blaster X-Fi XtremeGamer Fatal1ty Pro

### C/MS
Historie firmy Creative začíná s vypuštěním desky s Creative Music system (C/MS) v roce 1987 Obsahovala dva obvody Philips SAA 1099, které společně podávaly 12 hlasů speakerového stereo zvuku a další hlukové kanály. Tyto obvody byly dříve vyzdvihovány velmi velkým počtem elektronických časopisů kolem celého světa. V roce 1988 označila Creative svůj produkt C/MS jako Game Blaster.

### Sound Blaster 1.0
První karta nesoucí jméno Sound Blaster se objevila v listopadu 1989. Měla 11kanálový FM syntetizér na čipu Yamaha YM3812 jinak znám jako OPL2. Poskytl perfektní kompatibilitu s tehdy vedoucí kartou od společnosti AdLib, která získala podporu počítačových her v předcházejících letech. Karta se původně jmenovala Killer Card, jméno bylo i na typovém štítku vzorků pro recenzenty a je tak použito v nejstarších článcích.
Creative použila zkratku DSP, která označovala zvukovou část Sound Blasteru. Tehdy to znamenalo Digital Sound Processor, místo dnes používanějšího Digital Signal Procesor. Byl to velice jednoduchý mikročip od Intelu. Karta mohla přehrávat zvuk až do 23 kHz vzorkovací frekvence (kvalita AM rádia) a nahrávat do 12 kHz vzorkovací frekvence (o něco lepší než kvalita telefonní linky). Původní kartě ovšem scházel antialiasingový filtr, takže výsledný zvuk byl většinou kovový (to bylo opraveno s příchodem Sound Blaster Pro verze, kde si uživatel mohl vybrat mezi dvěma filtry). Karta také měla game port a příhodné MIDI konektory. Navzdory těmto omezením se za necelý rok Sound Blaster stala nejprodávanější kartou pro PC, a to proto, že karta poskytovala kompatibilitu pro hry s podporou karet AdLib za menší cenu a s některými přídavnými funkcemi. Zabudování Game Portu a jeho důležitost jsou hodně přehlíženy, když se mluví o úspěchu Sound Blasteru. Počítače této doby neměly zabudovaný game port. Samostatná karta gameportů stála tehdy více než 800 Kč a navíc zabrala jeden z mála slotů, které PC tehdejší doby měly.
Při rozhodování mezi koupí AdLib karty nebo plně kompatibilním Sound Blasterem, který měl navíc zabudovaný game port, což ušetřilo jeden slot, a navíc karta obsahovala DSP, většina uživatelů volila Sound Blaster. Přímá podpora karty ve hrách ovšem nenastala, dokud Sound Blaster nezískal dominanci v oblasti zvuků.

### Sound Blaster 1.5
Sound Blaster 1.5 vypuštěn v 1990, opustil technologii C/MS čipů, mohly však být zakoupeny od Creative zvlášť a vloženy do dvou slotů na kartě.

### Sound Blaster 2.0
Sound Blaster 2.0 přidal podporu pro DMA1 (Direct Memory Access – přímý přístup do paměti,) který snižoval zatížení CPU při přehrávání zvuku a zvýšil maximální frekvenci přehrávání na 44 kHz.

### Sound Blaster PRO
Vypuštěna v květnu 1991, byla první významná předělávka jádra karty a jeho možností. Mohla nahrávat a přehrávat digitální zvuk na vyšších vzorkovacích frekvencích (nahrávání až 44,1 kHz 8bity na kanál v mono nebo 22,050 kHz 8bity na kanál ve stereo) a byl přidán mixér, který umožňoval nezávislou hlasitost zvuku různým podsystémům karty. První verze Pro také používala dva YM3812 čipy (jeden pro levý a druhý pro pravý kanál); oba čipy mohly být naprogramovány stejně pro dosažení mono zvuku, pokud nebylo použito AdLib kompatibilní rozhraní. Verze 2.0 přešla na vylepšený YMF262 čip také známý jako OPL3. Podpora MIDI se stala stoprocentní a dovolila přesnější časování, ale nebyla ještě kompatibilní s průmyslovým standardem MPU-401.
Sound Blaster Pro byla první karta od Creative, která měla zabudované rozhraní pro CD-ROM. Většina měla rozhraní pro mechaniky od Panasonicu (Matsushita MKE). Po vydání karty Creative začala také prodávat „Multimedia Upgrade Kits“ obvykle obsahující zvukovou kartu, Matsushita CD-ROM mechaniku (1×, 2×) a velký výběr multimediálního softwaru na revolučním CD-ROM mediu. Karty byly také prodávány výrobcům PC jako OEM. Některé měly například podporu pro SCSI, Sony nebo LMSI CD-ROM mechaniky.

### Sound Blaster 16
Další model karty Sound Blaster 16 (červen 1992) představil 16bitové digitální audio. Stejně jako starší verze i tato nativně podporovala FM syntézu skrz Yamaha OPL3 čip. Konečně podpora MIDI zahrnovala i MPU-401 emulaci (sice v hloupém módu, ale stačilo na většinu MIDI aplikací). Wave Blaster byla ve skutečnosti MIDI periferie vnitřně připojená k MIDI portu, takže ji mohl jakýkoliv PC sekvencer použít. Novější PCI karta označená Sound Blaster 16 PCI nepatří mezi SB16, pouze využívala zavedené jméno. Naopak mezi Sound Blastery 16 patří široká řada ISA karet s čipy Creative Vibra16. Ty se integrovaly i na základní desky.

### Phone Blaster
Zvuková karta plné délky kombinující Sound Blaster 16 a modem s rychlostí 14.4 nebo 28.8. Karta ještě nebyla Plug and Play.

### Sound Blaster AWE32
AWE stojí za Advanced Wave Effects (Pokročilé vlnové efekty). Původní karta byla představena v březnu 1994, dlouhá 355 mm, tedy v délce pasující do ISA slotu. Jednalo se o Sound Blaster 16 doplněný o kvalitní wavetable syntézu EMU8000 od firmy E-MU, kterou Creative Labs zakoupilo. Karta obsahovala 512kB RAM a dva sloty pro až 32MB RAM paměti. Z nich karta dokázala využít pro vlastní zvuky pouze 28MB. Zbylé 4MB byly rezervovány pro ROM, přestože všechny karty AWE32, SB32 i AWE64 měly pouze 1MB ROM čip. Původní AWE32 obsahovala i ASP a některé varianty měly i digitální SPDIF výstup.

### Sound Blaster 32
Představena 6. června 1995. Jednalo se o levnější variantu AWE32 bez ASP, SPDIF a bez osazené 512kB paměti. Zůstaly ale oba SIMM sloty a paměť tak bylo možné doplnit. Existovalo mnoho variant a často používaly stejný plošný spoj s AWE32 a liší se jen menším množstvím osazených součástek.

### Sound Blaster AWE64
Přímý následovník AWE32. Z listopadu 1996. Mnohem menší karta, místo SIMM slotů byla pro rozšíření paměti nutná dceřiná karta. AWE64 nabízí původní funkce AWE32, ale také měla nějaké nové vylepšení, například podporu pro lepší polyfonii a zredukování šumu. Přídavných 32 kanálů bylo řešenou pouze softwarem pod Windows. AWE64 přišla ve 2 verzích. Standardní 512 kB RAM a Gold verze, která měla 4096kB RAM, 20bit DA převodník a oddělený SPDIF výstup.

### Sound Blaster AWE64D PCI
První PCI karty od Creative jako jediné používaly čip EMU8008. Karta už neměla vlastní DRAM, ale používala hlavní RAM počítače přes PCI sběrnici. Karta přišla s novým konektorem SB-LINK, který PCI kartám dodával funkce ISA sběrnice pro kompatibilitu s DOSem. Musí ho však podporovat i základní deska, což bylo běžné jen na konci 90. let. PCI karty AWE64D se rozšířily velmi málo, ale SB-Link našel uplatnění i na mnoha konkurenčních PCI kartách s čipy Yamaha DS-XG, Trident a dalších.

### Sound Blaster AudioPCI, PCI128, PCI64, 16PCI, Vibra128
První velmi úspěšná řada PCI karet ve skutečnosti nebyl výrobek firmy Creative. Jednalo se o přebalené karty řady AudioPCI od konkurenční firmy Ensoniq, kterou Creative pohltilo. Původně měly čip Ensoniq ES1370, novější verze ES1371 a ES1373 s podporou AC97. Přesunutí karty z ISA sběrnice, odstranilo potřebu pro DMA linku, které byla stále potřeba pro zvukovou podporu v DOSu. Proto drivery emulovaly ISA Sound Blastery pouze softwarově. Díky původu některé emulovaly i původně konkurenční standard Ensonic SoundScape. Původně měly karty přímo čip Ensoniq, často překrytý samolepkou Creative. Později byly vyráběny přímo jako Creative.
Karta PCI128 byla první Sound Blaster s podporou 4kanálového prostorového zvuku a překlenul tak do nástupu výkonnější řady Live! boj s konkurenčním Diamond MonsterSound. PCI64 byla levnější varianta. Po nástupu Live! se z řady AudioPCI stal mainstream a většina novějších variant byla pouze 2kanálová. Existovalo obrovské množství variant pro volný trh i pro oem. Například Sound Blaster 16PCI využíval známého jména, ale v novější oem variantě už neměl ani gameport. Většina PCI karet Creative řad 128 a 64 bylo s čipy Ensoniq. Existují však karty s čipy Eptiva, které mají původ u dalšho konkurenčního výrobce OPTi a mají proto odlišné drivery.

### Sound Blaster Live!
Srpen 1998 zažil představení procesoru EMU10k1. Ten přinesl DirectSound akceleraci a EAX1.0 a EAX2.(environmental audio extensions) pro lepší simulaci zvukového prostředí, vysoce kvalitní 64 hlasový vzorkový syntetizér (zvaný wavetable) a integrovaný FX8010 DSP čip pro zpracování digitálních zvukových efektů v reálném čase. Live! podporovala více reproduktorový výstup, zpočátku až 4 (4 satelity a subwoofer), pozdější verze Live!, většinou zvané Live! 5.1, nabídly 5.1 kanálovou podporu, která přidala podporu centrálního reproduktoru a LFE subwoofer výstupu, velice užitečné při sledování filmů. Live! 5.1 mohl také použít jeden z 3,5mm jacků jako SPDIF výstup, který povoloval připojení vnějšího dekodéru.

### Sound Blaster Audigy
Řada je nástupcem řady Live. Používá vylepšený čip EMU20k2 a obsahovala navíc integrované FireWire interface. Existuje mnoho variant karet v generacích Audigy, Audigy2 a Audigy4. Některé novější karty pouze využívají známé jméno Audigy, přestože obsahují jiné a omezené čipy.

### Sound Blaster X-Fi
X-Fi (Extreme Fidelity) byla vypuštěna v srpnu 2005 a přichází v mnoha konfiguracích: Xtreme Audio, Xtreme Audio PCI Express, XtremeMusic, X-fi, Platinum, Fatal1ty FPS, XtremeGamer,Elite Pro atd. Byly opět použity různé chipy, rozdíl oproti Audigy a Live byl převážně v konektivitě PCI Ex, a v použití digitálního optického výstupu místo "digital jack coax"... Hlavní chip se velmi zmenšil a jako DAC používá např. AKM chipy. Navíc jako bonus je 24 bit Crystalizer.